# Новоанглийский кролик
Новоанглийский кролик (лат. Sylvilagus transitionalis) — один из видов американских кроликов (Sylvilagus) из отряда зайцеобразных.
Представлен лишь фрагментированными популяциями на территории Новой Англии, от южной части штата Мэн до южной части штата Нью-Йорка. Этот вид очень похож на флоридского кролика (Sylvilagus floridanus), который был интродуцирован, после чего стал очень обычным в большинстве штатов Новой Англии.

## Описание
Внешне новоанглийский кролик практически неотличим от флоридского кролика. Эти два вида чётко различаются только по особенностям строения черепа и по структуре ДНК. В целом, новоанглийский кролик чуть меньше, а его уши несколько короче. В 90 % случаев у новоанглийского кролика есть чёрное пятно между ушами (тогда как такое пятно имеют только 40 % флоридских кроликов). У них никогда не бывает белого пятна на лбу (у 43 % флоридских кроликов есть такие пятна). У 95 % новоанглийских кроликов передняя кромка ушных раковин чёрная (у флоридских кроликов такую окраску ушей имеют только у 40 % особей).

## Изменения численности

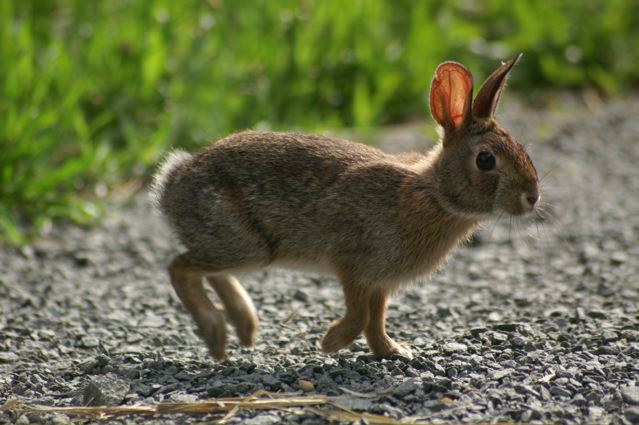
Молодой S. transitionalis в движении

Численность вида снизилась на 86 % за последние 50 лет. Из-за этого снижения численности и сокращения мест обитания новоанглийский кролик стал кандидатом в список видов, находящихся под охраной в соответствии с федеральным американским Законом об исчезающих видах (Endangered Species Act). В целях защиты оставшихся популяций Sylvilagus transitionalis в некоторых областях, где флоридские кролики сосуществуют с новоанглийскими, была ограничена охота на кроликов.
Для поддержания стабильной популяции кроликам требуются выделы с подходящими биотопами площадью не менее 5 га (12 акров). В Нью-Гемпшире число таких пригодных для новоанглийских кроликов выделов снизилась в начале 2000-х годов с 20 до 8. Идеальный биотоп для новоанглийского кролика — это участок в 10 га (25 акров) на ранних стадиях сукцессии внутри большего участка кустарниковых водно-болотных угодий и густые заросли. Федеральное финансирование стало использоваться для восстановления мест обитания этого вида на государственных землях, в том числе проводились посадки кустарников и других растений, критически важных для качества среды обитания вида.
В 2013 году штат Коннектикут приступил к реализации проекта по восстановлению среды обитания в округе Личфилд, были вырублены 23 га (57 акров) перестойного леса, чтобы сформировать луговины и возобновляющиеся леса, необходимые для кролика.

## Ареал

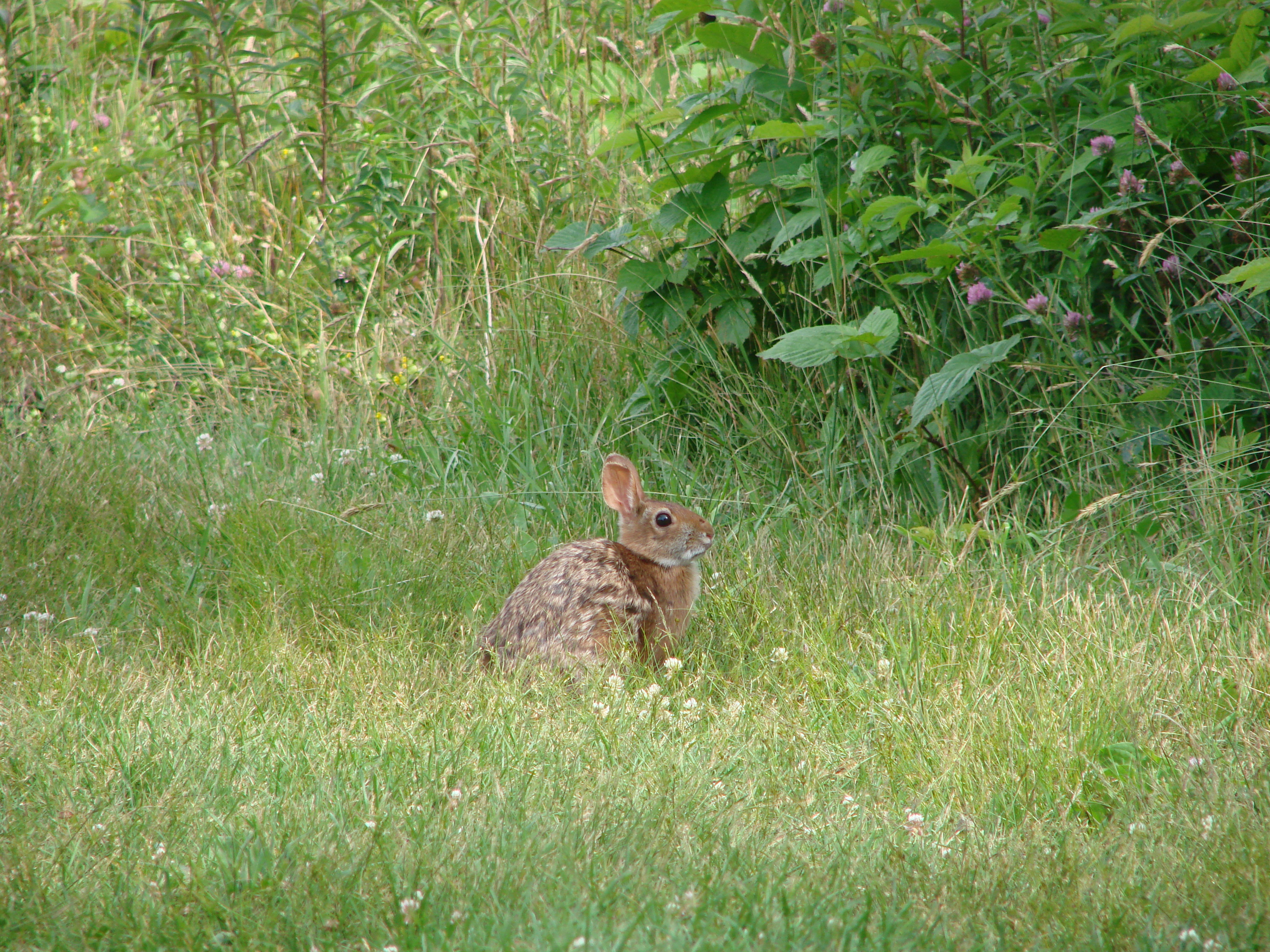
S. transitionalis в ходе весенней линьки среди естественных местообитаний, Кресент-Бич парк, 2010

Новоанглийский кролик, как следует из его названия, встречается, главным образом, в Новой Англии, а также в штате Нью-Йорк. До 1960 года этот вид встречался на всём протяжении штата Коннектикут, в штате Массачусетс (включая острова Мартас-Винъярд и Нантакет), в штате Род-Айленд, в южном Вермонте, в южном Нью-Гемпшире, южном Мэне, и всюду в штате Нью-Йорке к востоку от реки Гудзон к северу от Нью-Йорка. Небольшая популяция существовала также в южной части канадской провинции Квебек. В 1980-х годах численность вида снизилась из-за развития вторичных лесов и фрагментации мест обитания. Впоследствии, этот вид вымер в Вермонте и Квебеке. В Нью-Гэмпшире и Мэне площадь подходящих биотопов резко сократилась. В настоящее время в штате Массачусетс новоанглийские кролики обнаружены только в трех округах (первоначально они обитали во всех 14 округах штата). Этот вид все ещё широко распространён, но при этом крайне редок в Коннектикуте и Род-Айленде. Численность новоанглийских кроликов продолжает падать, что делает всё более трудными поиски этого неуловимого вида, эти трудности усугубляются тем, что вид часто путают с флоридским кроликом. По сей день новоанглийские кролики встречаются, в основном, в прибрежных районах юго-востока штата Мэн, юго-восточной части Нью-Гемпшира, в долине реки Мерримак в Нью-Гемпшире, на Кейп-Коде в Массачусетсе, в юго-западной части Массачусетса, юго-восточной части штата Нью-Йорка, в некоторых районах западного и восточного Коннектикута и кое-где Род-Айленде. Существуют мелкие популяции на юге Нью-Гемпшира, на острове Нантакет, в окрестностях водохранилища Куаббин в Массачусетсе и на некоторых островах Бостонского залива.

## Охрана

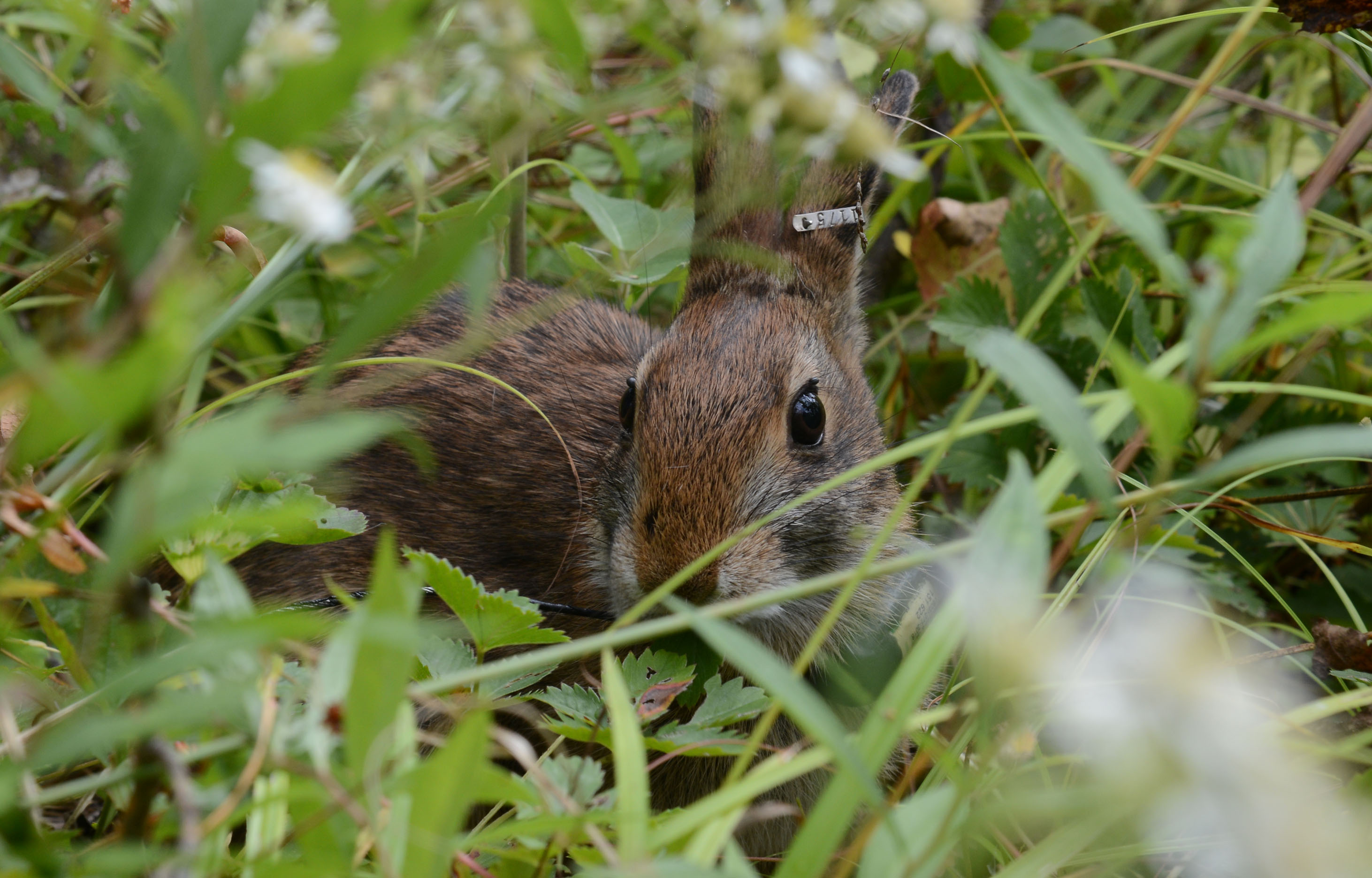
S. transitionalis затаился

Новоанглийский кролик причислен к «уязвимым» видам из-за сокращения его численности и исчезновения подходящих мест обитания. Служба рыбы и дичи США обследует подходящие для него местообитания. Из-за редкости этого вида и из-за того, что он почти идентичен флоридскому кролику, анализ ДНК, экстрагированной из помёта, — один из лучших способов доказать наличие новоанглийского кролика. Новоанглийский кролик отнесён к видам, находящимся «под угрозой» в штатах Нью-Гемпшир и Мэн, «вымершим видам» в Вермонте и Квебеке, к «видам, вызывающим особую озабоченность» в Нью-Йорке и Коннектикуте, и к «видам, представляющим особый интерес» в Массачусетсе и Род-Айленде. Обследования проводятся, как для выявления территорий, пригодных для воссоздания благоприятных для вида биотопов, так и для выявления территорий с подходящими местообитаниями, которые ещё могут сохранять остаточные популяции. Острова Мартас-Винъярд, Нантакет и штат Коннектикут являются важнейшими территориями, в которых могли сохраниться последние популяций вида. Служба рыбы и дичи США обнаружила популяции новоанглийского кролика на острове Нантакет и в восточном Коннектикуте. Дополнительные обследования проводятся для того, чтобы найти другие оставшиеся популяции в Новой Англии и штате Нью-Йорк.